# Płoszczyca
Płoszczyca – zarastająca polana na wschodnim grzbiecie Śnieżnicy w Beskidzie Wyspowym. Znajduje się w jego górnej części, na południowym stoku, na wysokości 750–778 m n.p.m. Prowadzi przez nią zielony szlak turystyczny z Dobrej na szczyt Śnieżnicy. Polana znajduje się w obrębie wsi Gruszowiec w województwie małopolskim, w powiecie limanowskim, w gminie Dobra.
Polany są wytworem ludzi. Powstawały przez cyrhlenie lub wyrąb lasu i dawniej odgrywały ważną rolę w życiu mieszkańców. Wypasali na nich bydło, niektóre były koszone, a siano zwożone do wsi. Niegdyś na Śnieżnicy było wiele polan. Widokami z nich zachwycał się Jan Rostworowski. Po drugiej wojnie światowej coraz bardziej traciły na znaczeniu. Użytkowanie wyżej położonych polan stało się nieopłacalne ekonomicznie. Niektóre celowo zalesiono, inne pozostawione swojemu losowi samorzutnie zarastają lasem. Te miejsca, na których były polany obecnie porasta las świerkowy. Tu, gdzie jest las bukowy, nigdy nie było polan.
Istnieje jeszcze wyżej położona polana Płoszczycowie. Prowadzi przez nią niebieski szlak z przełęczy Przełęczy Gruszowiec na szczyt Śnieżnicy.